# 알프스 구릉지 작전 구역
알프스 구릉지 작전 구역(독일어: Operationszone Alpenvorland OZAV, 이탈리아어: Zona d'operazione Prealpi)은 제2차 세계 대전 중인 1943년 나치 독일이 알프스산맥의 구릉지대에 설치한 행정 구역이다. 본 지역은 악세 작전으로 독일 손에 들어오기 전까지 이탈리아 왕국 치하에 있던 구역으로. 본 구역은 현재의 이탈리아에 위치해있다. 작전 구역의 행정 기관 소재지는 독일어로 보첸(Bozen), 이탈리아어로는 '볼차노'(Bolzano)였다.

## 같이 보기
- 나치 독일이 병합한 지역